# Entomobrya confusa
Entomobrya confusa är en urinsektsart som beskrevs av Christiansen 1958. Entomobrya confusa ingår i släktet Entomobrya och familjen brokhoppstjärtar. Inga underarter finns listade i Catalogue of Life.